# خانه نصرت الممالک
خانه ی نصرت الممالک یادگار دوران قاجار است و در اختیارآباد - خیابان طالقانی- روبروی کوچه ی 18 قرار دارد. این اثر در تاریخ ۲۲ مرداد ۱۳۸۴ با شماره ثبت ۱۳۰۶۵ به‌ عنوان یکی از آثار ملی ایران به ثبت رسیده است.
مردم بومی و محلی اختیار آباد این خانه را با نام خانه ی مادر محمود کیشبون می شناسند!